# Music Beside Comedians Fest
Music Beside Comedians Fest (MBC Fest) és un festival de música que té lloc a l'esplanada Las Naves, a Sagunt, especialitzat en música pop-rock i electrònica. La primera edició tingué lloc l'any 2014. Incorporà altres espectacles com cabaret. circ, humor i danses, a més de gastronomia. Destaquen d'entre els promotors Manuel Broseta (fill).